# Gate of Kuwait
O Gate of Kuwait foi um arranha-céus de 84 andares e metros de altura planejado em Kuwait City, Kuwait. O Gate of Kuwait deveria ter sido um centro de conferências, hotel, escritório, estacionamento e restaurante.
A construção começou em 2005, com previsão de término em 2016, mas foi cancelada. É uma propriedade do Al-Shaya Group.